# Pejácsevich-nagykastély (Nekcse)
A Pejácsevich-nagykastély egy 19. századi főúri kastély Horvátországban, Nekcse városában.

## Fekvése
A kastély Nekcse város központjában, a Franjo Tuđman térre néző parkban áll.

## Története
A Pejácsevich család 1734-ben lett a nekcsei uradalom birtokosa, amikor 18 ezer forintért Pejácsevich József és Ignác grófok megvásárolták azt addigi tulajdonosától, Oduyer Antal gróf tábornagytól. A városban már a nagykastély építése előtt is állt egy kastély, ahol 1778-ban a Pejácsevichek iskolát nyitottak, de ők maguk Verőcén és a többi birtokukon éltek. A Pejácsevich család nagykastélya 1811 és 1812 között épült egyszerű, klasszicista stílusban. A kastély téglalap alaprajzú volt kilenc ablaknyílással, a déli homlokzat felőli bejárattal. Középső része három ablak szélességben kiemelkedett. Itt nagyobb ablakok voltak és négy oszloppal három boltívet alakítottak ki. Az épület még alig készült el 1817-ben egy földrengést követően máris rendbe kellett hozni. 1865-ben gazdagon díszített, reprezentatív neobarokk kastéllyá építették át. Ennek során az épületet 13 ablak szélességűre bővítették, az oldalsó rizalitos részeket pedig kupolával fedett tornyokkal díszítették. A korábbi teraszt beépítették, felül korláttal, homlokzatdíszekkel, balusztráddal, órával látták el. A kastély előtti angolparkot 1909-ben alakították ki. A parkban számos ritka és egzotikus fa és cserjeféle található. A második világháború alatt 1943-tól 1945 áprilisáig a kastélyban a német hadsereg rendezkedett be. Az alagsort háborús kórháznak használta. A harcok során a homlokzat és a tető is megsérült. 1945-től napjainkig az épületet különféle célokra használták. Volt benne laktanya, iskola és óvoda is, majd állami hivatalok és különböző cégek működtek benne. Végül múzeum és galéria került itt kialakításra.

## Mai állapota
A lejtős terep miatt a főhomlokzat oldalán egyemeletes, míg a másik oldalon két emelet magasságú. Belső terét a középső folyosó osztja két részre, melyről a szobák és szalonok sora nyílik. A szalonok stílusos berendezésűek, mennyezetük stukkóval díszített, dekoratív faburkolatuk művészi asztalosmunka. A központi rész fő eleme az elliptikus lépcsőház a későbarokk kőkorláttal. A kastélyban működik ma a városi múzeum, melyet 1974-ben alapítottak. A múzeum régészeti kiállítása a város történetét mutatja be az őskortól a középkorig. Az őskori anyag nagyrészt a gaji és pogorácsi lelőhelyek újkőkori anyagából származik néhány város környéki lelőhely leleteivel kiegészítve. A régészeti gyűjteményen kívül Hinko Juhn alkotásai, népviseletek gyűjteménye, képgaléria, képeslap, üdvözlőlap és gyászjelentés gyűjteményei vannak. Külön gyűjtemény témája a munkásmozgalom, a nemzeti felszabadító háború és Jugoszláv Kommunista Párt története a második világháború előtt és alatt.